# Jaramilloa sanctae-martae
Jaramilloa sanctae-martae là một loài thực vật có hoa trong họ Cúc. Loài này được R.M.King & H.Rob. mô tả khoa học đầu tiên năm 1980.